# Edwin Jackson (football américain)
Pour les articles homonymes, voir Edwin Jackson et Jackson.
(en) Statistiques sur pro-football-reference
Edwin Joseph Jackson est un joueur américain de football américain, né le 19 décembre 1991 à Atlanta et mort le 4 février 2018 à Indianapolis.

## Biographie

### Carrière lycéenne
Edwin Jackson est étudiant à la Westlake High School dans sa ville natale d'Atlanta en Géorgie. En football américain, il joue le rôle de  linebacker, de kicker et de Punter.
Jackson est finaliste du championnat de l'État de Géorgie. Il remporte les championnats régionaux en junior et en senior.

### Carrière universitaire
Faisant partie de l'équipe de Georgia Southern Football en période d'essai, Edwin Jackson a été titulaire 13 matchs et a pris 10 placages. Il a joué 12 matchs sa deuxième année en 2012, récoltant 16 plaqués et six placages sur les unités spéciales. Gagnant le statut de middle linebacker, Edwin Jackson a totalisé 92 placages. Un match phare cette année lui a permis de décrocher 10 placages, dont huit arrêts solo en équipe dans une victoire de 26-20 contre l'Université de Floride. Il a été nommé Joueur de la semaine du Southern Sports Madness Conference pour sa performance contre les Florida Gators.
Lors de sa dernière année de carrière universitaire, il a été élu capitaine de l'équipe par ses coéquipiers et a enregistré un total de 100 placages, ce qui lui a permis de se classer parmi les 10 meilleurs de la conférence Sun Belt. Il a eu quatre matchs avec plus de 13 placages. Edwin Jackson a également eu un échappé forcé et une interception, ce qui a aidé à sceller une victoire à South Alabama. Il a aidé Georgia Southern à remporter le championnat de conférence Sun Belt lors de l'année inaugurale de l'école en compétition au niveau de la NCAA Football Championship Series (FCS) en 2014. Il a reçu les honneurs First Team All-Sun Belt.
Edwin Jackson a été nommé pour le trophée Burlsworth, qui honore les anciens joueurs qui ont contribué de façon significative à l'équipe de leur école. Il a également été nommé pour le trophée Wuerffel, qui récompense les joueurs qui démontrent un service communautaire exemplaire avec des résultats sportifs et académiques. En outre, Edwin Jackson a été nommé pour AllState Good Works Team pour son travail bénévole dans une école primaire de Statesboro locale, et l'hébergement d'une clinique de football pour les enfants au Costa Rica pendant les vacances de Noël. Enfin, Edwin Jackson a participé au prestigieux Medal of Honor Senior Bowl à Charleston en Caroline du Sud après avoir terminé son année senior.

### Carrière professionnelle

#### Cardinals de l'Arizona
Edwin Jackson signe avec les Cardinals comme un joueur libre non repêché le 5 mai 2015. Avant de jouer sa première rencontre, il a apporté des gâteaux faits maison par sa mère comme des excuses pour avoir manqué son vol régulier, ce qui lui a valu le surnom de Pound Cake, qui est resté avec lui tout au long de sa carrière professionnelle. Il a été libéré le 31 août 2015 après n'avoir participé qu'aux matchs préparatoires des Cardinals de 2015.

#### Colts d'Indianapolis
Edwin Jackson est linebacker au sein des Colts d'Indianapolis.

### Décès
Le 4 février 2018, juste avant 4 heures, alors qu'Edwin Jackson est un passager de Jeffrey Monroe, chauffeur Uber âgé de 54 ans, il demande à s'arrêter pour prendre l'air. Les deux hommes sortent du véhicule sur le bas-côté le long de l'Interstate 70 à Indianapolis où ils sont heurtés par une camionnette et tués sur le coup.